# Glenea versuta
Glenea versuta é uma espécie de escaravelho da família Cerambycidae. Foi descrita por Newman em 1832. É conhecida a sua existência nas Filipinas.

## Subespecie
- Glenea versuta palawanicola Breuning, 1956
- Glenea versuta versuta Newman, 1832